# 1755
1755 (MDCCLV) fue un año común comenzado en miércoles según el calendario gregoriano.

## Acontecimientos
- 12 de enero: en Rusia, la emperatriz Isabel aprueba la creación de la primera universidad rusa, la Universidad de Moscú.
- 7 de junio: en la costa sur del mar Caspio (Irán), un terremoto de 8,4 grados en la escala sismológica de Richter deja un saldo de 40 000 muertos.
- 9 de julio: La derrota de Edward Braddock en la Batalla de Monongahela contra la India y Francia, parte de la Guerra Franco-india de la Guerra de los Siete Años.
- 30 de julio: recibe Juan Antonio de Mendoza el gobierno de Horcasitas.
- 19 de octubre: En Uruguay (en aquella época perteneciente al Imperio Español) se funda la ciudad de San Fernando de Maldonado, fundada por José Joaquín de Viana.
- 1 de noviembre: en Portugal, un terremoto de 9,0 y un devastador tsunami destruyen casi por completo la ciudad de Lisboa. El saldo es de 40.000 muertos en la ciudad y también se registran pérdidas humanas en el sur de España, Marruecos y Argelia.[1]
- 18 de noviembre: en Boston, Estados Unidos, se registra un terremoto de 6,3 que no deja víctimas.
- 27 de noviembre: en Mequinez, Marruecos, se registra un terremoto de 7,0 que deja un saldo de 15.000 muertos.

## Arte y literatura
- En París, Marc-Antoine Laugier publica su segunda, revisada y definitiva versión del Essai sur l’architecture (‘Ensayo sobre la arquitectura’).

## Nacimientos
- 1 de abril: Jean Anthelme Brillat-Savarin, gastrónomo francés (f) 1826.
- 10 de abril: Samuel Hahnemann, médico sajón, fundador de la medicina homeopática (f. 1843).
- 16 de abril: Marie-Louise-Élisabeth Vigée-Lebrun, pintora francesa (f. 1842).
- 2 de noviembre: María Antonieta, archiduquesa de Austria y reina consorte de Francia (f. 1793).
- 11 de noviembre: James Parkinson,  médico clínico, sociólogo, botánico, geólogo, y paleontólogo británico (f. 1824).
- 17 de noviembre: Luis XVIII, rey francés entre 1814 y 1824.

## Fallecimientos
- 19 de enero: Jean-Pierre Christin, físico francés (n. 1683).
- 22 de enero: Antonio Viladomat, pintor barroco español (n. 1678).
- 10 de febrero: Montesquieu, filósofo francés (n. 1689).
- 11 de febrero: Scipione Maffei, historiador, dramaturgo, filósofo y arqueólogo italiano (n. 1675).
- 13 de julio: Edward Braddock, soldado británico y comandante en jefe en América del Norte durante a principios de la Guerra Franco-india (c. 1695).
- 1 de noviembre: Pierre Barrère, botánico, naturalista y médico francés (n. 1690).